# Oshamambe
Oshamambe (jap. 長万部町 Oshamambe-chō) – miasto w Japonii, w prefekturze Hokkaido, w podprefekturze Oshima. Według danych na rok 2020 miejscowość zamieszkiwało 5 109 mieszkańców , a gęstość zaludnienia wyniosła 16,4 os./km².